# Szemüvegesek
Szemüvegesek (slovensko: Očala) je madžarski dramski film iz leta 1969, ki ga je režiral in zanj napisal tudi scenarij Sándor Simó. V glavnih vlogah nastopajo István Bujtor, Mari Töröcsik, István Avar, Mária Ronyecz in Tamás Major. Zgodba prikazuje mladega arhitekta Valkója (Bujtor), ki nasprotuje svojim konzervativnim kolegom, istočasno pa poskuša rešiti eksistencialni problem in najti stanovanje za svojo družino.
Film je bil premierno predvajan 13. novembra 1969 v madžarskih kinematografih. Na Mednarodnem filmskem festivalu Locarno je osvojil glavno nagrado zlati leopard za najboljši film, ki si jo je delil s še tremi filmi.

## Vloge
- István Bujtor kot Valkó László
- Mari Törőcsik kot Mari
- Emil Keres kot Ormai
- István Avar kot Tibor
- Mária Ronyecz kot Jutka
- Tamás Major kot Náray
- Béla Abody kot Alexits
- Tamás Andor kot voznik
- Imre Antal kot žirant
- Béla Asztalos
- István Bernáth
- Tamás Bálint kot Tamás
- Rita Békés kot Tiborjeva žena
- Géza Böszörményi
- Edit Domján